# Karl Weberpals
Karl Joseph Weberpals (* 2. Juni 1899 in Rosenheim; † 21. März 1939 in Berlin) war ein deutscher Kaufmann und Funktionär der Hitler-Jugend und SS.

## Leben
Er war der Sohn des Großkaufmanns Johann Weberpals († 1921) aus München und dessen Ehefrau Anna geborene Lex, später wiederverehelichte Wanner. Die Ehe der Eltern wurde geschieden. Weberpals nahm am Ersten Weltkrieg teil. Danach war er Mitgründer der „Organisation Escherich (Orgesch)“. Er wurde Führer bei der Heimwehr München-Nord und war danach Zeitfreiwilliger. 1921 trat er der NSDAP bei. Nach einigen Jahren in Guatemala ließ er sich 1929 in Wien und 1930 in Dresden nieder. Er trat erneut der NSDAP bei (Mitgliedsnummer 319.932). Er war vor allem in der SS (Mitglieds-Nr. 5.653) aktiv, für deren Aufbau in Dresden er mitverantwortlich war. Er wurde Sturmbannführer eines neugebildeten Sturmbanns der III/46. SS-Standarte. Als der bisherige sächsische HJ-Gebietsführer Franz Schnaedter erkrankte, sprang er für diesen auf dem Gauparteitag in Leipzig ein und leitete dort den Aufmarsch der HJ und des Jungvolkes. Danach wurde er am 19. Juli 1933 vom Reichsjugendführer zum neuen Stabsleiter des Gebietes Sachsen der Hitler-Jugend ernannt. Anfang September 1933 zog Weberpals auch in das Dresdner Stadtparlament ein. Doch bereits einen Monat später schied er wieder aus, weil er nach München als Führer einer SS-Standarte berufen wurde. Am 9. November 1933 wurde er zum SS-Obersturmbannführer befördert. Als solches leitete er 1934 einige Monate die 34. SS-Standarte „Oberbayern“ in Weilheim. 1935 findet er sich beim Polizeipräsidenten in Stettin. Danach war er als Filial-Inspektor in Berlin tätig. Er war alleinstehend und wohnte in der Lützowstraße 82. Dort wurde er am Morgen des 21. März 1939 tot in seiner Wohnung aufgefunden. Sein Schädel war durchschossen. In der Sterbeurkunde wurde „Selbstmord“ angegeben.